# Ottilie von Steyber
Ottilie von Steyber (* 28. Juni 1804 in Luckau, Niederlausitz; † 7. April 1870 in Leipzig) war eine Erzieherin und Schulvorsteherin in Leipzig sowie Mitbegründerin der ersten deutschen Frauenbewegung.

## Biographie
Ottilie von Steyber war die älteste Tochter einer Offiziersfamilie, die nach dem Tod ihres Vaters 1812 zu Pflegeeltern in Wurzen gegeben wurde, um ihr eine Ausbildung zu ermöglichen. Nach dem Tod der Pflegeeltern kehrte sie nach Hause zurück und ließ sich zur Lehrerin ausbilden. 1842 wurde sie Erzieherin im Hause des Leipziger Verlegers und Buchhändlers Friedrich Brockhaus. Als sich die älteste Tochter der Familie 1847 verheiratete, erhielt Ottilie von Freunden die Empfehlung, eine Schule für Mädchen aus gehobenen Gesellschaftskreisen zu gründen. Diese Schule eröffnete sie zum 1. November 1847. Später, etwa um 1852, wurde ihr ein Lehrerinnenbildungsseminar angeschlossen.
Mit Louise Otto-Peters, Henriette Goldschmidt, Auguste Schmidt (die auch Lehrerin an ihrem Institut war) und anderen gründete sie im März 1865 einen Frauenbildungsverein und noch im Oktober des gleichen Jahres den Allgemeinen Deutschen Frauenverein (ADF), der aus der ersten deutschen Frauenkonferenz hervorging.
1870 starb Ottilie von Steyber an Lungenlähmung. Sie hatte ihr Institut bis 1869 geleitet. Das Institut bestand nach ihrem Tod fort; hier wurde Clara Elßner (später: Zetkin) 1874–1878 zur Sprachlehrerin ausgebildet.

## Würdigung
In Leipzig-Eutritzsch erinnert seit 2014 der Steyberweg an die Frauenrechtlerin. Anlässlich des 150. Todestages von Ottilie von Steyber weihte die Louise-Otto-Peters-Gesellschaft e.V. am 4. September 2020 eine Erläuterungstafel zum Straßenschild ein.

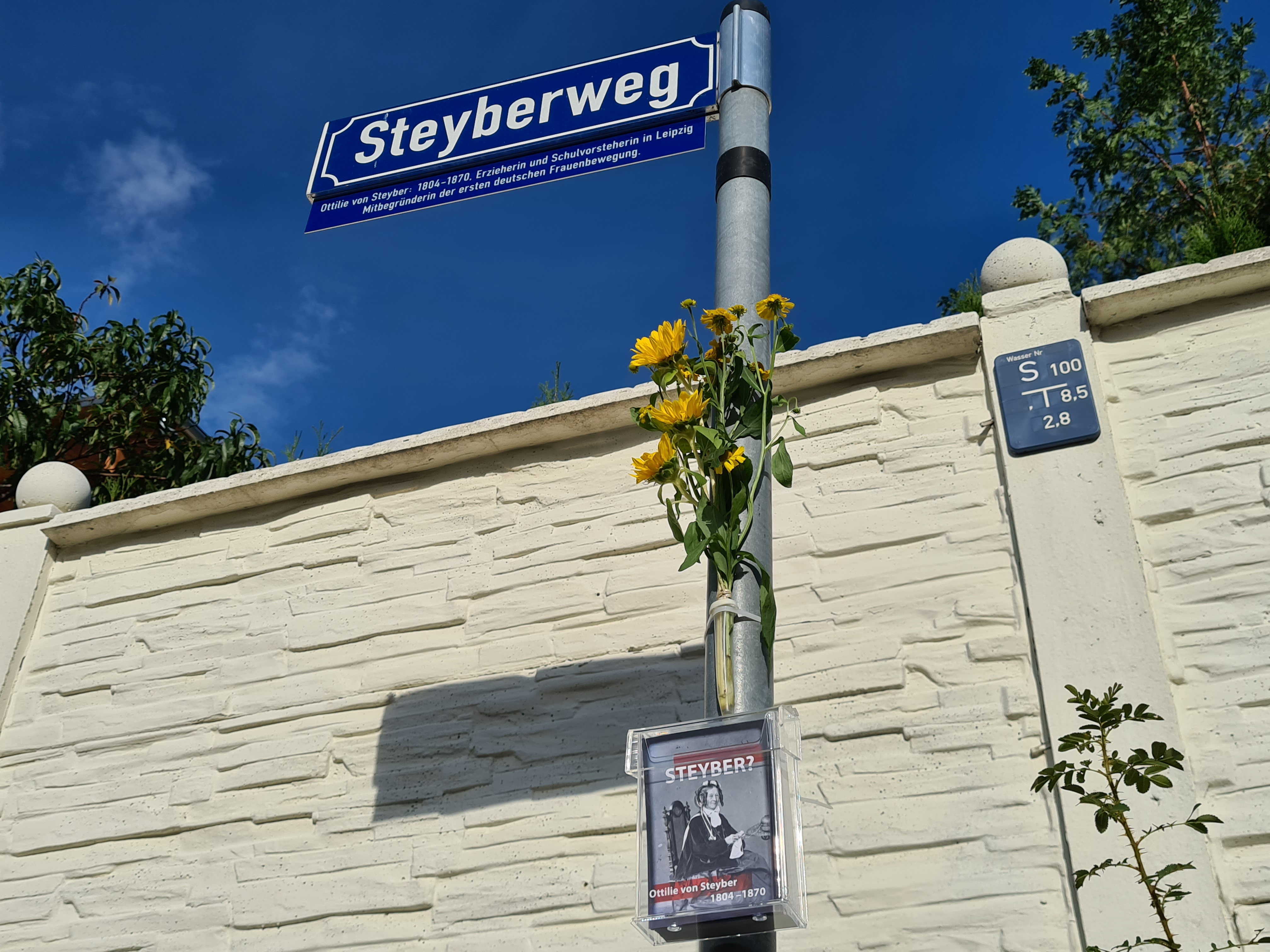
Einweihung der Erläuterungstafel zum 150. Geburtstag von Ottilie von Steyber am 4. September 2020

 Kritisiert wurde, dass das Straßenschild ihren Vornamen nicht nennt.